# Centre historique d'Agadez
Le Centre historique d'Agadez est le centre historique de la ville d'Agadez, il est inscrit en 2013 sur la liste du patrimoine mondial de l'UNESCO.

## Histoire
Considérée comme la porte du désert et carrefour du commerce caravanier, la ville historique d’Agadez remonte aux XVe et XVIe siècles lorsque le sultanat de l'Aïr s’y installe, favorisant le regroupement de tribus touarègues et le développement des échanges économiques et culturels transsahariens. La sédentarisation s’effectue en respectant les anciens campements, ce qui conduit à une trame viaire originale, toujours respectée. 
Aujourd'hui c'est un centre historique vivant habité par environ 20 000 personnes.

## Description
Le site a développé jusqu’à aujourd’hui sa tradition culturelle, commerciale et artisanale et il offre des exemples particulièrement sophistiqués d’architecture en terre. Il est divisé en onze quartiers aux formes irrégulières. Ils abritent de nombreuses habitations en terre (banco) et un ensemble palatial et religieux bien conservé.
Les bâtiments sont caractérisés par une architecture de la terre crue et un style décoratif particuliers à la région de l’Aïr. Parmi les bâtiments notables du site :
- La mosquée d'Agadez : c'est le principal édifice religieux de la ville. Construite avec l’argile appelée « banco », élevée à l’origine en 1515, elle a été restaurée en 1844. Son minaret qui culmine à 27 mètres demeure la plus haute construction de la ville.
- Le palais du Sultan d'Agadez : c'est la résidence du sultan de la ville, le système traditionnel du sultanat est toujours en place, garant de l’unité sociale et de la prospérité économique.
- Des monuments, la maison du Boulanger, des places publiques.

11 anciens quartiers appelés "la vieille ville d'Agadez" forment ce centre historique. Ce sont les quartiers Ambit, Akanfaya, Founa yimmay,  Hougou Béri, Amarewat, Amdit, Imourdan-Magass Katanga, Agargarin-Saka, Hasna, Obitara.

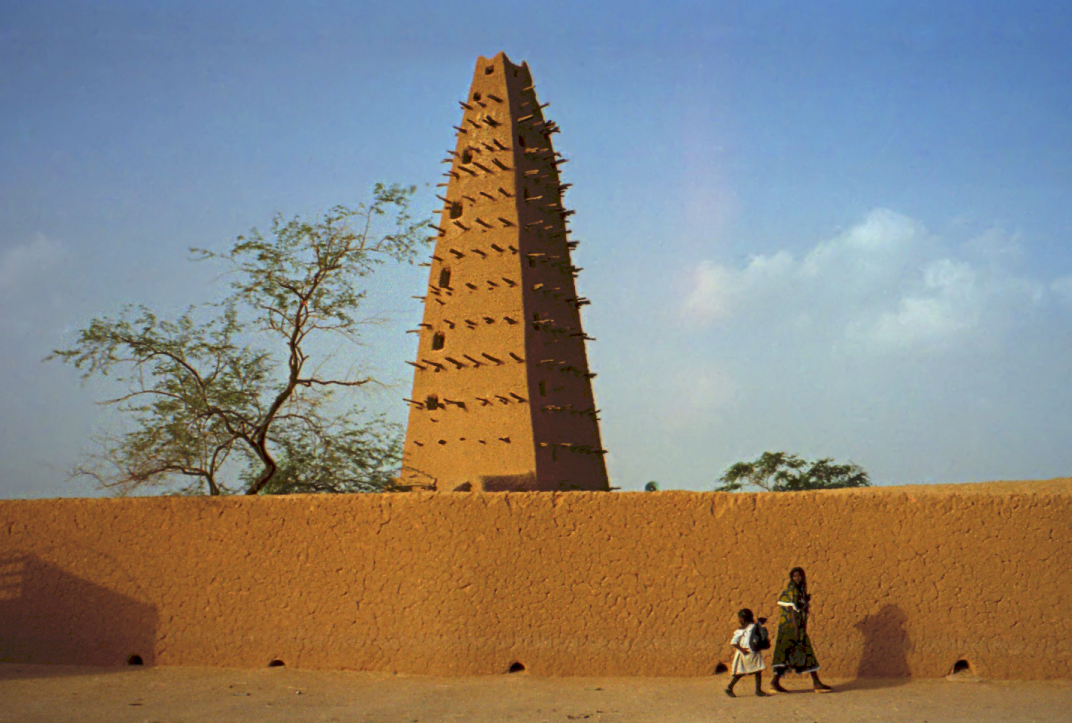
Mosquée d'Agadez
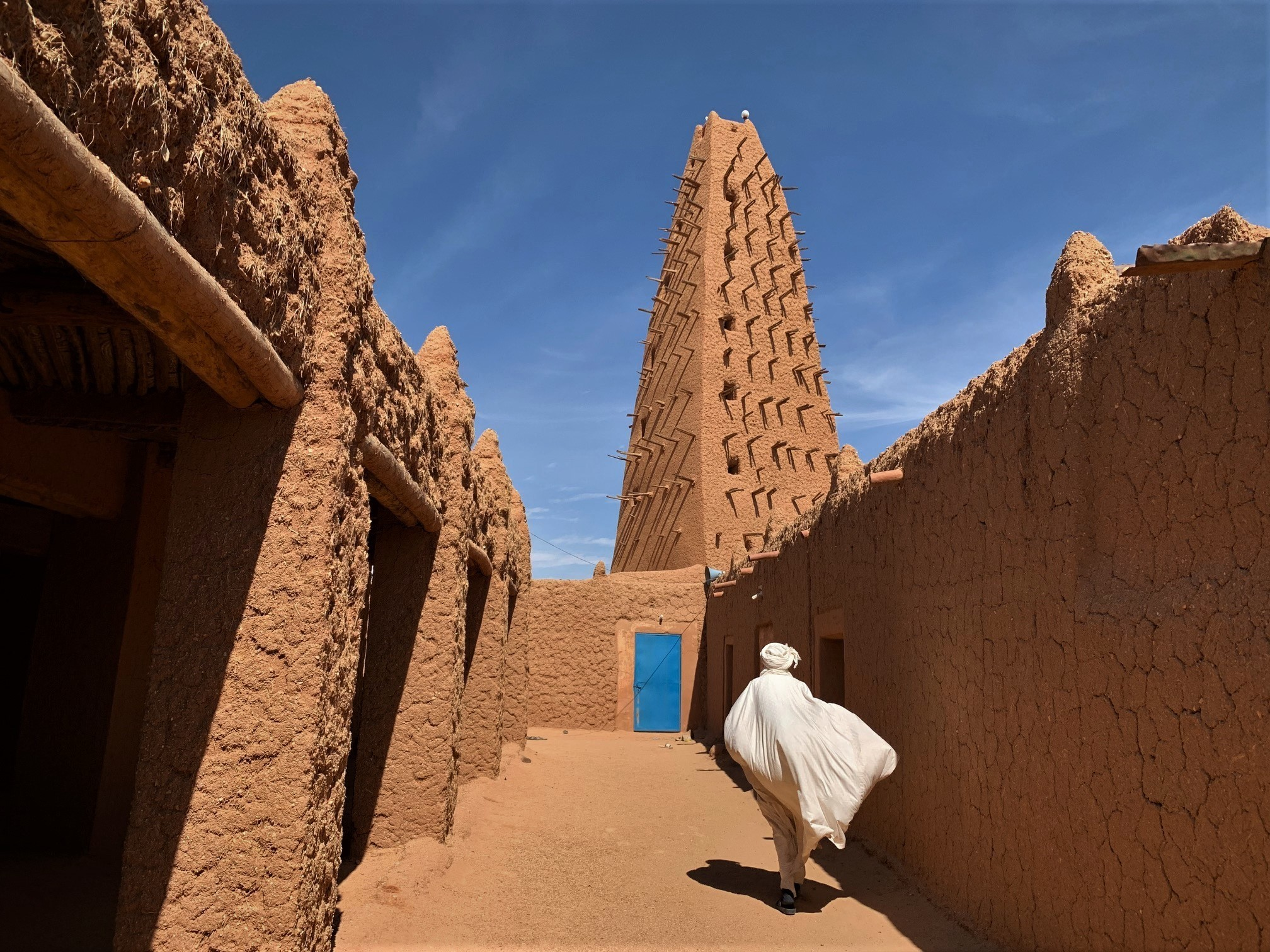
Mosquée d'Agadez
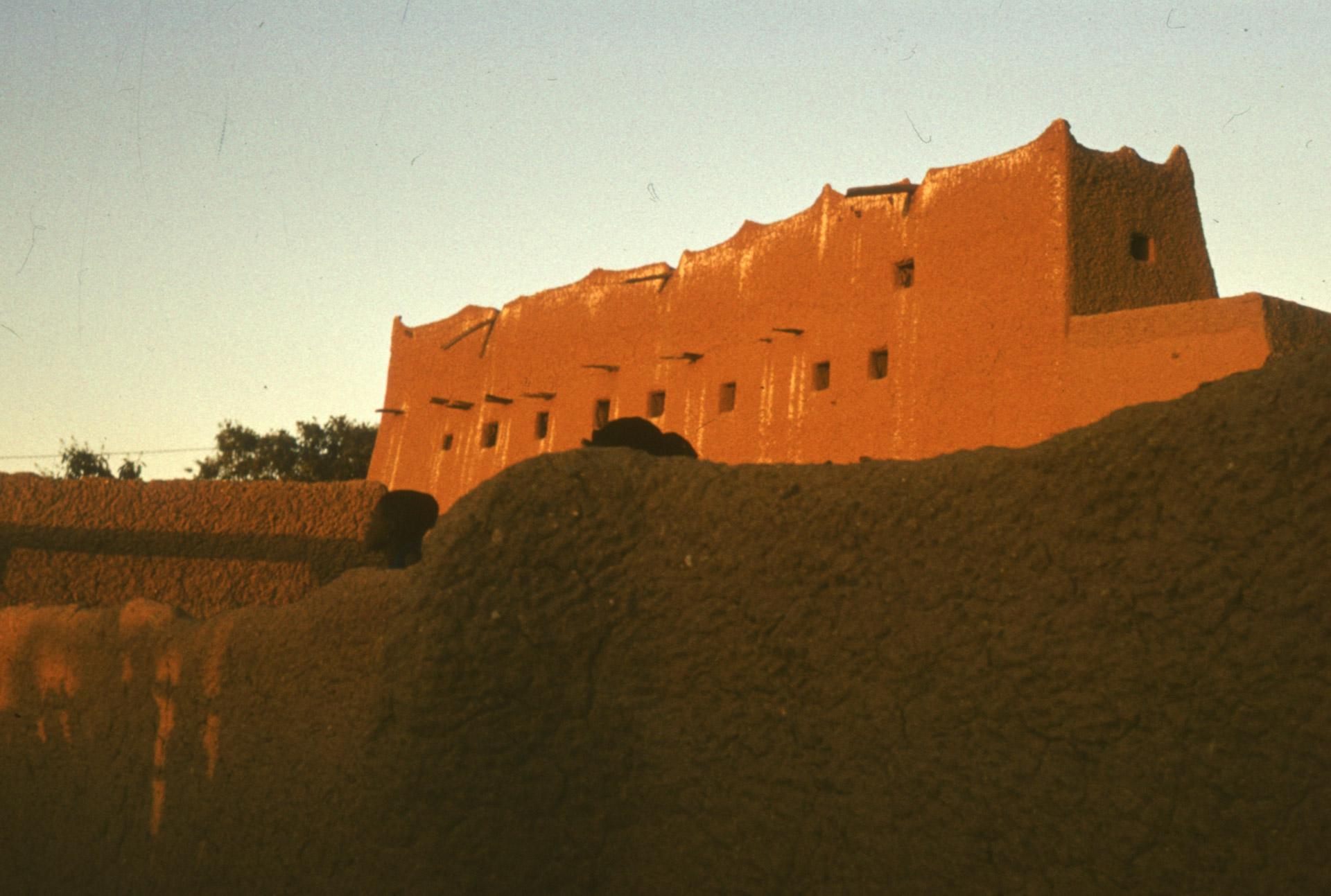
Palais du Sultan d'Agadez
Mosquée El Hadji Bianou
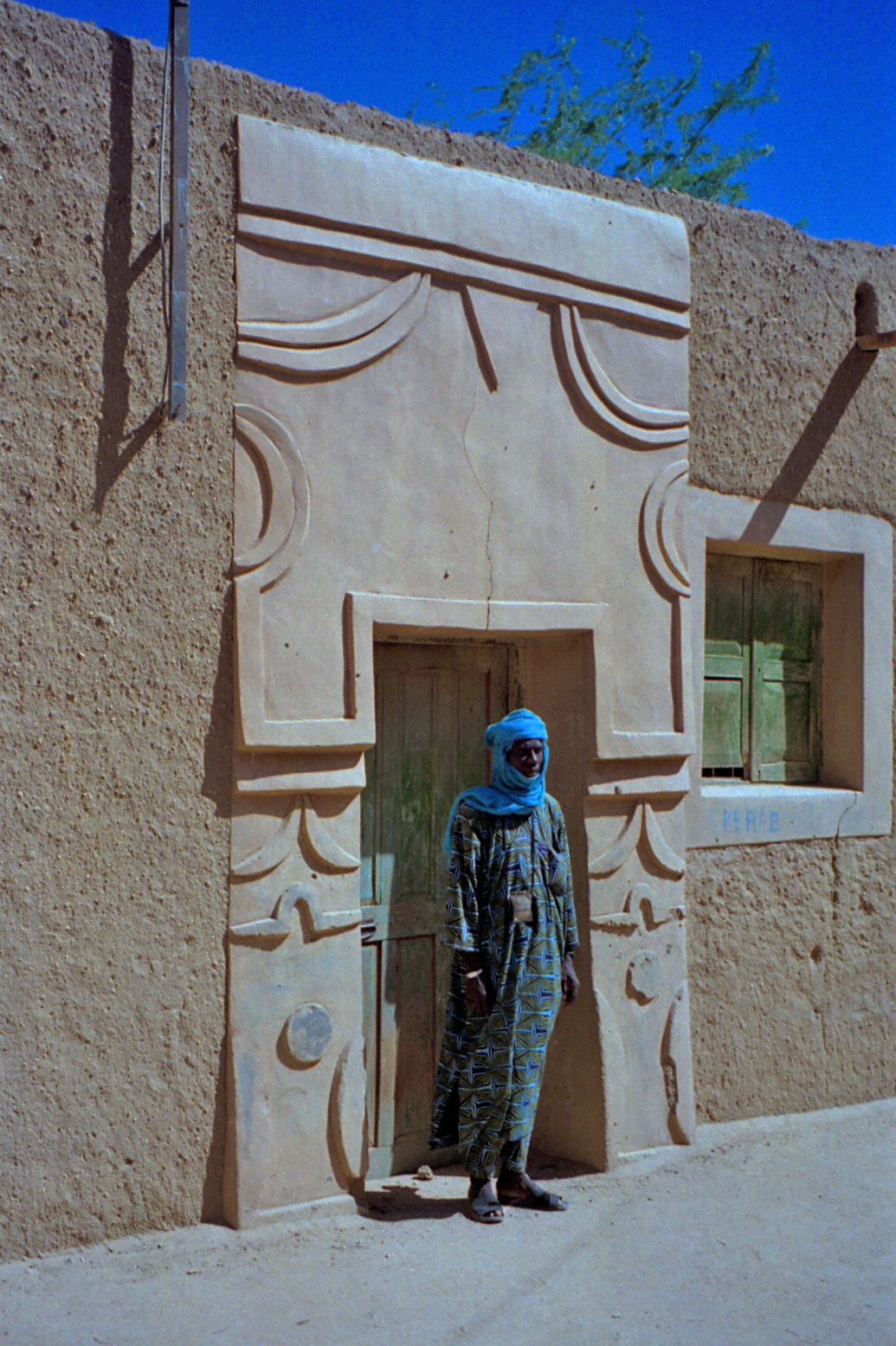
Architecture traditionnelle à Agadez

## Patrimoine Mondial
Le site a été inscrit en 2013 sur la liste du patrimoine mondial de l'UNESCO en se basant sur les critères (ii) et (iii).

## Sources
Cet article intègre du contenu sous licence libre.  Licence sous CC BY-SA IGO 3.0 déclaration de la licence. Texte tiré de Centre historique d'Agadez,   UNESCO.  